# Вой 6: Уродцы
«Вой 6: Уродцы» (англ. Howling 6: The Freaks) — британский комедийный фильм ужасов 1991 года режиссёра Хоупа Перелло по сценарию Кевина Рока. Как и в случае с остальными фильмами, сценарий лишь заимствует сюжет книг Гэри Брэнднера, и фильм не является дословной экранизацией романов.

## Сюжет
В маленьком городке таинственным образом пропадают люди. Правду знает только один человек — скромный парень, который при полной луне превращается в оборотня и жаждет лишь одного — расквитаться со своим давним врагом-вампиром, возглавляющим бродячий цирк.

## В ролях
- Брендан Хьюджес — Йен
- Мишель Матэсон — Элизабэт
- Шон Грегори Салливан — Уинстон
- Антонио Фаргас — Бэллами
- Кэрол Линли — Мисс Эддингтон
- Джаред Барклай — Дьюи
- Брюс Мартин Пэйн — Эр Би Харкер
- Карлос Сервантес — Шериф Фуллер
- Кристофер Морли — Карл / Карлотта
- Дип Рой — Тунз
- Рэнди Пэлиш — Пруитт
- Бен Кронен — Хэнк
- Джон А. Нэрис — Эрл Бартлетт
- Эл Вайт — Карни Воркер
- Джереми Уэст — Лестер

## Релиз

### Критика
Реакция на картину была более, чем «прохладной». Леонард Мальтин (англ. Leonard Maltin) написал в своей книге «2002 Movie & Video Guide», что «сценарий фильма хорошо написан — особенно по сравнению с другими частями сериала — однако атмосфера в стиле Рея Бредбери выглядит чересчур претенциозной и неуместной». В обзоре «DVD & Video Guide 2004» сказано, что «спецэффекты оставляют желать лучшего». Один из обозреватель отметил, что «исполнение роли Брюсом Пэйном — единственное стоящее в этом фильме. Его злодей Харкер великолепен, аристократичен, в нём нет ничего лишнего».

### Выход на видео
Компании «Artisan Home Entertainment» и «Timeless Media Group» выпустила фильм вместе с пятой частью «Вой 5: Возрождение» в качестве «double feature», а также в качестве «triple feature» вместе с фильмами «Вой 3» и «Вой 5: Возрождение» на DVD. В России фильм вышел на DVD в 2007 году.